# 木田久主一
木田 久主一（きだ くすいち、1948年（昭和23年）2月13日 - ）は、日本の政治家。元三重県鳥羽市長（3期）、元三重県議会議員（2期）、元鳥羽市議会議員（2期）。

## 来歴
三重県加茂村（現・鳥羽市河内町）出身。鳥羽市立加茂小学校、鳥羽市立加茂中学校、三重県立伊勢高等学校卒業。1970年（昭和45年）3月、三重大学農学部卒業。同年4月から農業に従事。
1991年（平成3年）4月の鳥羽市議会議員選挙に初当選。同年5月1日に市議に就任。1995年（平成7年）に再選。
1999年（平成11年）4月、三重県議会議員選挙に初当選。県議時代は自由民主党に所属した。2003年（平成15年）に再選。
2005年（平成17年）4月17日に行われた鳥羽市長選挙に出馬し初当選した。4月21日、市長就任。2008年（平成20年）に旧鳥羽小学校校舎の保存を市長として正式に決定した。
2009年（平成21年）、無投票で再選。2013年（平成25年）、無投票で3選。2017年（平成29年）4月20日に任期満了に伴い退任。最後の記者会見では、全小中学校の耐震化と鳥羽市営定期船の高速化という公約を実現できたと語った。
2018年（平成30年）の春の叙勲で、旭日小綬章を受章。